# Slaget ved Stoke Field
Slaget ved Stoke Field, der blev udkæmpet den 16. juni 1487, kan betragtes som det sidste slag under Rosekrigene, da det var det sidste store slag mellem tronprætendenter, hvis tronkrav stammede fra henholdsvis Huset Lancaster og Huset York. Slaget ved Bosworth Field, to år tidligere, havde etableret kong Henrik 7. på tronen og afsluttet den sidste periode med Yorkist-styre og indledt Tudors periode. Slaget ved Stoke Field var det afgørende slag i ledende York-støtters forsøg på at at afsætte ham til fordel for den bedrageren Lambert Simnel.
Selvom det ofte bliver portrætteret som næsten en fodnote i forhold til de store slag mellem York og Lancaster, kan det have været lidt større end Bosworth med meget større tab, muligvis på grund af terrænet, der tvang de to sider til en opslidende nærkamp. I sidste ende vandt Henrik imidlertid en knusende sejr. Næsten alle de ledende York-støtter blev dræbt i slaget.

## Prætendenten
Henrik 7. af England holdt tronen for det nye kongehus (Huset Tudor) og havde forsøgt at opnå York-fraktionens accept ved at gifte sig med arvingen til Huset York, Elizabeth af York, men hans greb om magten var ikke helt sikkert.
Hovedprætendenten til York-dynastiet var dronningens fætter, Edvard, jarl af Warwick, søn af Georg, hertug af Clarence. Denne dreng blev holdt indespærret i Tower of London.
En bedrager, der hævdede at være Edvard (enten Edvard, jarl af Warwick eller Edvard 5. som Matthew Lewis antager), hvis navn var Lambert Simnel, kom ind under John de la Pole, jarl af Lincolns radar gennem en præst ved navn Richard Symonds' mellemkomst. Lincoln, skønt han tilsyneladende havde forliget sig med Tudor-kongen, havde selv et krav på tronen. Derudover havde den sidste Plantagenet-konge, Richard 3. af England, udnævnt Lincoln, hans nevø, som sin arving. Selvom han sandsynligvis ikke var i tvivl om Simnels sande identitet, så Lincoln en mulighed for hævn og oprejsning.
Lincoln flygtede fra det engelske hof den 19. marts 1487 og drog til hoffet i Mechelen til sin moster, Margrete, hertuginde af Burgund. Margrete leverede økonomisk og militær støtte i form af 2.000 tyske og schweiziske lejesoldater under ledelse af Martin Schwartz. Lincoln fik selskab af en række oprørske engelske adelsmænd i Mechelen, særligt Richard 3.'s loyale tilhænger, Lord Lovell, Sir Richard Harleston, den tidligere guvernør af Jersey og Thomas David, en kaptajn fra den engelske garnison i Calais. York-fraktionen besluttede at sejle til Irland, hvor Huset Yorks sag var populær, for at samle flere støtter.

## York-oprøret
York-flåden satte sejl og ankom til Dublin den 4. maj 1487. Med hjælp fra Gerald FitzGerald, 8. jarl af Kildare og hans bror Thomas FitzGerald af Laccagh, Lord Chancellor af Ireland, rekrutterede Lincoln 4.500 irske lejesoldater.
Med støtte fra den irske adel og gejstlighed lod Lincoln prætendenten Lambert Simnel krone til "kong Edvard 6." i Dublin den 24. maj 1487. Selvom et parlament blev indkaldt for den nye "konge", havde Lincoln ingen intentioner om at blive i Dublin og samlede i stedet hæren og satte sejl mod det nordlige Lancashire sammen med Simnel.
Efter landingen den 4. juni 1487 fik Lincoln følgeskab af et antal lokale stormænd ledet af Sir Thomas Broughton. I en række strækmarcher bevægede York-hæren, der nu talte omkring 8.000 mand, over 300 km på fem dage. Om natten den 10. juni ledte Lovell ved Bramham moor uden for Tadcaster 2.000 mænd på et natangreb mod 400 Lancaster-styrker, ledet af Lord Clifford. Resultatet var en overvældende York-sejr.
Lincoln udmanøvrerede derefter kong Henriks nordlige hær under ledelse af jarlen af Northumberland ved at beordre en styrke under John, Lord Scrope, til at iværksltte et afledningsangreb på Bootham Bar, York, den 12. juni. Lord Scrope trak sig derefter tilbage mod nord og tog Northumberlands hær med sig.
Lincoln og hovedhæren fortsatte sydpå. Uden for Doncaster stødte Lincoln på Lancaster-kavaleri under Edward Woodville, Lord Scales. Der fulgte tre dage med træfninger gennem Sherwoodskoven. Lincoln tvang Scales tilbage til Nottingham, hvor Scales' kavaleri blev og ventede på kongens hovedhær. Imidlertid havde kampene bremset York-styrkernes fremskridt nok til at det gjorde det muligt for kong Henrik at modtage betydelige forstærkninger under ledelse af Lord Strange, da han sluttede sig til Scales i Nottingham den 14. juni. Rhys ap Thomas, Henriks førende tilhænger i Wales, ankom også med forstærkninger.
Henriks hær var nu større end York-hæren. Derudover var den "langt bedre bevæbnet og udstyret" end York-hæren.  Hans to vigtigste hærførere, Jasper Tudor og John de Vere, 13. jarl af Oxford, var også mere erfarne end York-lederne.

## Slagets gang
Den 15. juni begyndte kong Henrik at bevæge sin hær mod nordøst mod Newark efter at have modtaget nyheder om, at Lincoln havde krydset floden Trent. Omkring kl. ni om morgenen den 16. juni stødte kong Henriks fortrop, under ledelse af jarlen af Oxford, på York-hæren samlet i en enkelt gruppe på en af Rampire Hills bakkekamme, der på på tre sider var omgivet af floden Trent ved landsbyen East Stoke. Dets højre flanke var opstillet på en høj kendt som Burham Furlong.
Henriks hær blev opdelt i tre dele, hvoraf Oxford ledte fortroppen. Som ved Bosworth overlod kongen selve slagets ledelse til Oxford. Inden slaget var begyndt blev nogle usædvanlige lys på himlen fortolket som ildevarslende tegn af Lancaster-soldater, hvilket førte til at nogle deserterede, men Oxford og andre adelsmænd var i stand til at genoprette moralen, og snart var hæren klar til kamp.
York-hæren, samlet i en enkelt koncentreret formation, blev angrebet af en byge af pile. Idet de led tab på grund af pilene, valgte de at overgive den højere placering ved straks at gå til angreb i håb om at bryde Lancaster-hærens linje og slå fjendens hær på flugt. Selvom de sådan set var i undertal, havde York-hæren en fordel med sin "kerne af veltrænede udenlandske lejesoldater", og deres koncentrerede styrke var i overtal overfor Oxfords fortrop, som var den eneste del af den Lancaster-hæren i kamp.
Fortroppen blev rystet hårdt, men Oxford var i stand til at samle sin styrke. Slaget blev bittert udkæmpet i over tre timer, men til sidst blev York-styrkerne nedkæmpet efter den opslidende kamp, da det ikke tidligt var lykkedes dem at bryde Lancasters-hærens stilling. Henrik valgte ikke at indsætte sine andre "hærdele" og overlod kampen til fortroppen, som sandsynligvis gentagne gange var blevet forstærket, da Lancaster-kontingenter sluttede sig til, instrueret af Jasper Tudor. Selvom de tyske lejesoldater var udstyret med de nyeste håndvåben, var tilstedeværelsen af et stort antal traditionelle bueskytter i Lancaster-hæren afgørende. De dygtige langbueskytter var i stand til at skyde byge efter byge mod York-hærens. De irske troppers mangel på kropsudrustning betød, at de især bukkede under for det stigende antal ved gentagne byger af pile.
Ude af stand til at trække sig tilbage (med floden på tre sider), fortsatte de tyske og schweiziske lejesoldater med at kæmpe til endn. Ifølge Jean Molinet var de ved slagets afslutning "fyldt med pile som pindsvin". De nedbrudte York-styrker flygtede mod Trent ned ad en kløft (kendt lokalt stadig i dag som "the Bloody Gutter" (den blodige rende), hvor mange blev trængt op i en krog og dræbt. De fleste York-ledere, Lincoln, Fitzgerald og Schwartz, faldt i kamp. Kun Lord Lovell og Broughton undslap muligvis. Lovell forsvandt efter slaget og blev aldrig set igen. Han drog muligvis til Skotland, da der er bevis for, at der blev givet ham sikker passage dertil, men hans senere skæbne er uvis. I det 18. århundrede blev der fundet et lig inde i et hemmeligt rum i hans hus i Minster Lovell, Oxfordshire, hvilket førte til formodninger om, at det var hans.

## Efterspil
Simnel blev taget til fange, men blev benådet af Henrik i en gestus af barmhjertighed, der gjorde nogen skade til hans omdømme. Henrik havde indset, at Simnel blot var en marionet for de ledende York-støtter. Han fik et job i kongens køkken og blev senere forfremmet til falkoner. De irske adelsmænd, der havde støttet Simnel, blev også benådet, da Henrik mente, at han havde brug for deres støtte til at styre Irland effektivt. Imidlertid overtalte Henrik senere paven til at ekskommunikere de irske gejstlige, der havde støttet oprøret. To andre York-sammensvorne blev også taget til fange: Richard Symonds og John Payne, biskop af Meath. Symonds var manden, der havde introduceret Lincoln til Simnel. Payne havde forkyndt prædikenen ved Simnels kroning. Ingen af dem blev henrettet. Symonds blev fængslet, og Payne blev benådet og kom til sidst atter i kongens gunst.
For at markere sin sejr hævede Henrik sin fane på Burham Furlong. Stedet er præget af et stort stenmindesmærke med påskriften "Her stod Burrand Bush plantet på det sted, hvor Henrik 7. placerede sin fane efter slaget ved Stoke 16. juni 1487". Henrik slog mange af sine tilhængere til riddere efter slaget. En håndskrevet oversigt over de nyslåede riddere af John Writhe har overlevet indsat i en kopi af bogen Game and Play of Chess. Der blev oprettet 13 nye bannereter og 52 mand blev slået til riddere.
Henrik havde håbet på at tage Lincoln til fange i live for at få ham til at oplyse den sande grad af støtte York-fraktionen. I stedet iværksatte Henrik en række undersøgelser, hvis resultat var "relativt få henrettelser og ganske mange bøder", i overensstemmelse med Henriks politik om at kontrollere aristokratiet ved at svække det økonomisk. Efter slaget drog han nordpå gennem Pontefract, York, Durham og Newcastle for at vise sig i de områder, der havde været højborge for Richard 3.'s tilhængere.
Senere i Henriks regeringstid, i 1490'erne, dukkede en anden tronprætendent op i skikkelse af Perkin Warbeck. Men denne gang blev krisen løst uden behovet for at skulle kæmpe et større slag.